# Analía Núñez
Analía Verónica Núñez Sagripanti (David, Chiriquí, 4 de junio de 1980) es una modelo panameña y campeona de concursos de belleza ganadora del Señorita Panamá 1999. representó a Panamá en Miss Universo 2000.

## Biografía
Núñez compitió en el certamen nacional de belleza Señorita Panamá 1999, en septiembre de 1999 y obtuvo el título de Señorita Panamá Universo . Representó a la provincia de Chiriquí.También representó a Panamá en Miss Universo 2000, el certamen número 49 de Miss Universo se llevó a cabo en el Estadio Eleftheria, Nicosia, Chipre el 12 de mayo de 2000. Ocupó el puesto 13 en la general en las preliminares. Como modelo Analía participó en calendarios, comerciales y como azafata en diferentes eventos, también participó del Latín SuperModel Search en el 2000 y de la Semana de la Moda de las Américas.En 2016, fue una de las jueces invitadas en la final de Miss Panamá 2016 en el Hotel y Torre Internacional Trump Ocean Club, Ciudad de Panamá, Panamá.